# Stanley O’Neal
E. Stanley O’Neal (* 7. Oktober 1951 in Roanoke, Alabama) war von 2002 bis 2007 Chief Executive Officer von Merrill Lynch.

## Leben
Stanley O’Neal ist der Sohn eines kleinen Baumwollbauern und einer Putzfrau. Er wuchs bis zu seinem zwölften Lebensjahr in Wedowee, einem Dorf in Alabama auf. Dort ging er auch zur Schule, einer Schule, die sein Großvater als Sklave mit errichtet hatte. Seine Familie, er hatte drei jüngere Geschwister, zog dann nach Atlanta. Sein Vater hatte dort eine Anstellung bei General Motors erhalten, was O’Neal die Möglichkeit gab, bei GM zu arbeiten. Dort war er kurzzeitig Vorarbeiter und konnte 1974 das General Motors Institute (heute Kettering University) mit einem Bachelor abschließen. Ende der 1970er Jahre erhielt er von General Motors ein Stipendium zum Besuch der Universität Harvard, welche er 1978 mit einem Master of Business Administration verließ. Nachdem er seinen Abschluss erhalten hatte, arbeitete er in der Finanzabteilung von General Motors, bevor er 1986 zu Merrill Lynch wechselte. Dort wurde er verantwortlich für den Kapitalmarkt und Managing Director für das Investment Banking und Leiter der Finanz-Service-Gruppe. 1998 wurde er bei Merrill Lynch Chief Financial Officer. Im Dezember 2002 wurde er Chief Executive Officer und im April des folgenden Jahres Chairman des Unternehmens.
Ende Oktober 2007 musste Stan O’Neal zurücktreten – ein Grund wurde nicht genannt, es wird aber davon ausgegangen, das dies in direktem Zusammenhang mit den größten Quartalsverlusten in der Geschichte Merrill Lynchs steht. Sein Abschiedspaket aus Aktien, Optionen und Pensionsverpflichtungen betrug über 160 Millionen Dollar und seine Bezüge für 2007 rund 46 Millionen Dollar.